# Godzilla, Mothra and King Ghidorah: Giant Monsters All-Out Attack
Godzilla, Mothra and King Ghidorah: Giant Monsters All-Out Attack (ゴジラ・モスラ・キングギドラ　大怪獣総攻撃, Gojira, Mosura, Kingu Gidora: Daikaijū Sōkōgeki), of kortweg GMK, is een Japanse kaijufilm, en de 25e van de Godzillafilms. De film kwam uit in 2001.

## Verhaal
De film negeert alle voorgaande films, behalve de originele. Sinds zijn aanval op Tokio in 1954 staat Godzilla nog bij iedereen in het geheugen gegrift. En ondanks dat hij uiteindelijk werd vernietigd, is het gevaar nog niet geweken. In de jaren erop zijn verschillende andere monsters gesignaleerd rondom de wereld. Zo werd in 1998 New York nog aangevallen door een enorm reptielachtig monster (een verwijzing naar de Amerikaanse Godzillafilm).
In 2004, precies 50 jaar na Godzilla's eerste aanval, verdwijnt een Amerikaanse nucleaire duikboot vlak voor de kust van Guam. Een anti-nucleaire duikboot wordt op onderzoek uitgestuurd. De duikboot vindt op de plek van de verdwijning sporen van een kolossaal beest. Ondertussen is in Japan Yuri Tachibana, de dochter van admiraal Taizo Tachibana (hoofd van de Japanse veiligheidsdienst) bezig met een onderzoek op Mt. Myoko. Ze raakt betrokken bij een reeks mysterieuze verschijnselen, waarbij sommige mensen menen Godzilla te hebben gezien. Ze onderzoekt het mysterie, en ontdekt een oude legende over drie Guardian Monsters: Baragon, Mothra, en King Ghidorah.
Yuri reist af naar het Motosu Politiebureau om te praten met Isayama, een lokale profeet. Deze vertelt haar dat Godzilla's terugkeer onvermijdelijk is. Hij vertelt haar de waarheid omtrent Godzilla en zijn krachten: hij is in werkelijkheid een samensmelting van de zielen van alle mensen die door de Japanners zijn omgebracht tijdens de Tweede Wereldoorlog. Dat is de reden dat hij Japan aanviel. Hij geeft haar de opdracht om de Guardian Monsters te vinden en te wekken.
Dan gebeurd wat Isayama voorspelde: Godzilla keert terug. Hij komt aan land en begint met een verwoestende tocht richting Tokio. Op hetzelfde moment duikt in Motosu de eerste van de drie Guardian monsters op: Baragon. Baragon bevecht Godzilla, maar moet al snel het onderspit delven. Yuri volgt Godzilla terwijl deze Tokio nadert. Het leger opent een aanval op hem op het Japanse platteland, maar kan niets uithalen tegen het monster. Op dat moment beginnen de andere twee Guardian Monsters te ontwaken: Mothra verpopt zich tot haar volwassen vorm, en Ghidorah komt tevoorschijn uit zijn kristallen tombe vlak bij de Fuji.
Mothra arriveert als eerste en valt Godzilla aan. Ghidorah arriveert niet veel later, en de twee monsters spannen samen tegen Godzilla. Mothra offert zichzelf uiteindelijk op om Ghidorah te redden van Godzilla's atoomstraal. Ghidorah vecht nog even door, maar wordt neergeslagen door Godzilla. Mothra geeft net voor ze sterft haar laatste energie aan Ghidorah, zodat die zijn sterkste vorm kan bereiken. Hij bevecht Godzilla, en slaagt er zelfs in om Godzilla zwaar te verwonden.
Admiraal Taizo beveelt zijn leger om de D-03, een sterke boor/raket, in de open wond te schieten. Terwijl het wapen in gereedheid wordt gebracht, vernietigd Godzilla King Ghidorah. Dan duiken de geesten van alle drie de Guardian Monsters op, en houden Godzilla vast. Dit geeft het leger de kans om de D-03 in Godzilla's open wond te schieten. Het wapen ontploft binnenin Godzilla, die door de klap achterover in de baai valt. Hij zwemt weg, en verdwijnt al snel van de radar.
Terwijl iedereen de overwinning op Godzilla viert, krijgt de kijker te zien dat Godzilla nog altijd in leven is op de bodem van de baai.

## Rolverdeling
| Acteur             | Personage                |
| ------------------ | ------------------------ |
| Chiharu Niiyama    | Yuri Tachibana           |
| Masahiro Kobayoshi | Teruaki Takeda           |
| Ryudo Uzaki        | SDF Amd. Taizo Tachibana |
| Shiro Sano         | Haruki Kadokura          |
| Takashi Nishina    | AD Aki Maruo             |
| Kaho Minami        | SDF Cpt. Kumi Emori      |
| Hideyo Amamoto     | Hirotoshi Isayama        |
| Mizuho Yoshida     | Godzilla                 |
| Rie Ota            | Baragon                  |
| Akira Ohashi       | Ghidorah                 |

## Achtergrond
Oorspronkelijk zouden Anguirus, Varan en Baragon de drie verdedigers van Japan worden, maar op aandringen van Toho werden de eerste twee vervangen door de populairdere King Ghidorah en Mothra.
De film brengt grote veranderingen aan in de monsters ten opzichte van de eerdere films. King Ghidorah heeft in deze film de rol van een van de goede monsters, terwijl hij in alle voorgaande incarnaties de schurk was. Mothra is in de film een stuk kleiner dan in andere films. In plaats van giftige sporen gebruikt Mothra in de film angels als wapens. Mothra’s bekende dienaren, de Shobijin, zijn absent in de film. Baragon had in deze film geen energiewapen zoals in eerdere films. De reden dat deze veranderingen werden doorgevoerd, was om Godzilla sterker te laten lijken. Regisseur Kaneko wilde Godzilla tot de sterkste Kaiju uit de film maken. Toen Toho hem dwong om Mothra en King Ghidorah te gebruiken in plaats van Varan en Anguirus, zag hij zich gedwongen deze twee zwakker te maken dan ze in vorige films waren.
Godzilla zelf onderging ook een verandering in deze film. In plaats van een monster ontstaan uit radioactiviteit heeft hij in deze film een meer mystieke achtergrond. Hij zou zijn ontstaan uit de zielen van de mensen die werden gedood door de Japanners tijdens de Tweede Wereldoorlog. Kaneko wilde op deze manier de “anti-oorlog” boodschap uit de originele film terug laten keren.
In japan was de film financieel gezien de succesvolste van de Millenniumreeks. In zijn openingsweekend bracht de film $3.9 miljoen op. Reacties op de film waren gemengd.

## Prijzen en nominaties
In 2004 werd "Godzilla, Mothra and King Ghidorah: Giant Monsters All-Out Attack" genomineerd voor een Chlotrudis Award in de categorie “Beste cast”.